# Държавен (село)
Държавен е село в Южна България.
То се намира в община Мъглиж, област Стара Загора.

## География
Село Държавен се намира в планински район.